# 佐山夏子のナッツ・パラダイス
『佐山夏子のナッツ・パラダイス』（さやまなつこのなっつ・ぱらだいす）は、日本レジャーチャンネルにて制作されていたトークバラエティ。

## 概要
MCは佐山夏子。毎回個性派ぞろいのトップボートレーサーをゲストに招き、素顔に迫るトークバラエティ。2020年3月放送の第28回が最終回となり、4年8ヶ月の歴史に幕を下ろした。現在は過去の放送が再放送されている。

## 放送リスト
| 回数 | 初放送日       | ゲスト     |
| ---- | -------------- | ---------- |
| 1    | 2015年7月23日  | 深川真二   |
| 2    | 2015年9月16日  | 川崎智幸   |
| 3    | 2015年11月18日 | 辻栄蔵     |
| 4    | 2016年2月3日   | 田中信一郎 |
| 5    | 2016年3月23日  | 徳増秀樹   |
| 6    | 2016年5月25日  | 中野次郎   |
| 7    | 2016年7月27日  | 倉谷和信   |
| 8    | 2016年9月28日  | 阿波勝哉   |
| 9    | 2016年11月13日 | 森高一真   |
| 10   | 2017年2月15日  | 石野貴之   |
| 11   | 2017年3月29日  | 坪井康晴   |
| 12   | 2017年5月17日  | 寺田祥     |
| 13   | 2017年7月26日  | 江口晃生   |
| 14   | 2017年9月27日  | 濱野谷憲吾 |
| 15   | 2017年11月29日 | 今村豊     |
| 16   | 2018年1月24日  | 秋山直之   |
| 17   | 2018年3月28日  | 前本泰和   |
| 18   | 2018年5月30日  | 篠崎仁志   |
| 19   | 2018年8月8日   | 西山貴浩   |
| 20   | 2018年9月26日  | 三井所尊春 |
| 21   | 2018年11月28日 | 萩原秀人   |
| 22   | 2019年2月27日  | 平尾崇典   |
| 23   | 2019年3月27日  | 魚谷智之   |
| 24   | 2019年6月26日  | 馬場貴也   |
| 25   | 2019年9月4日   | 石川真二   |
| 26   | 2019年11月27日 | 柳沢一     |
| 27   | 2020年1月29日  | 永井彪也   |
| 28   | 2020年3月25日  | 今井美亜   |